# Eurovision Choir 2023
Het Eurovision Choir 2023 zal de derde editie van het Eurovision Choir-zangfestival worden. Initieel zou de derde editie van het tweejaarlijkse festival in 2021 plaatsvinden, maar in juli 2021 werd bekendgemaakt dat de editie van 2021 werd geannuleerd. In oktober 2022 werd duidelijk dat het festival in 2023 zou terugkeren. Letland is gastland van dienst.

## Deelnemende landen
| Land     | Taal | Koor    | Lied(eren) |
| -------- | ---- | ------- | ---------- |
| België   |      |         |            |
| Letland  |      |         |            |
| Litouwen |      |         |            |
| Slovenië |      |         |            |
| Wales    |      | Côrdydd |            |

## Wijzigingen

Deelnemende landen
Landen die in het verleden deelnamen, maar in 2023 afwezig zullen zijn

### Debuterende landen
- Litouwen - In december 2022 bevestigde LRT te zullen debuteren op de eerstkomende editie van Eurovision Choir.

### Terugtrekkende landen
- Zwitserland - In januari 2023 bevestigde Radio Télévision Suisse dat het geen intentie had om deel te nemen aan het festival. Zwitserland deed slechts een keer mee aan het festival, tijdens de vorige editie in 2019.[8]